# Macrochiridothea marcusi
Macrochiridothea marcusi là một loài chân đều trong họ Chaetiliidae. Loài này được Moreira miêu tả khoa học năm 1972.